# Dolomedes
Dolomedes är ett släkte av spindlar som beskrevs av Pierre André Latreille 1804. Dolomedes ingår i familjen vårdnätsspindlar.

## Dottertaxa tillDolomedes, i alfabetisk ordning[1][2]
- Dolomedes actaeon
- Dolomedes albicomus
- Dolomedes albicoxus
- Dolomedes albineus
- Dolomedes angolensis
- Dolomedes angustus
- Dolomedes annulatus
- Dolomedes aquaticus
- Dolomedes batesi
- Dolomedes bistylus
- Dolomedes boiei
- Dolomedes bukhkaloi
- Dolomedes chinesus
- Dolomedes chroesus
- Dolomedes clercki
- Dolomedes costatus
- Dolomedes crosbyi
- Dolomedes eberhardarum
- Dolomedes elegans
- Dolomedes facetus
- Dolomedes fageli
- Dolomedes femoralis
- Dolomedes fernandensis
- Dolomedes fimbriatoides
- Dolomedes fimbriatus
- Dolomedes flaminius
- Dolomedes furcatus
- Dolomedes fuscipes
- Dolomedes fuscus
- Dolomedes gertschi
- Dolomedes gracilipes
- Dolomedes guamuhaya
- Dolomedes habilis
- Dolomedes hinoi
- Dolomedes holti
- Dolomedes horishanus
- Dolomedes huttoni
- Dolomedes hyppomene
- Dolomedes instabilis
- Dolomedes intermedius
- Dolomedes japonicus
- Dolomedes karschi
- Dolomedes lafoensis
- Dolomedes lateralis
- Dolomedes laticeps
- Dolomedes lesserti
- Dolomedes lomensis
- Dolomedes machadoi
- Dolomedes macrops
- Dolomedes mendigoetmopasi
- Dolomedes minahassae
- Dolomedes minor
- Dolomedes mirificus
- Dolomedes mizhoanus
- Dolomedes naja
- Dolomedes neocaledonicus
- Dolomedes nigrimaculatus
- Dolomedes noukhaiva
- Dolomedes ohsuditia
- Dolomedes okefinokensis
- Dolomedes orion
- Dolomedes palmatus
- Dolomedes palpiger
- Dolomedes paroculus
- Dolomedes plantarius
- Dolomedes pullatus
- Dolomedes raptor
- Dolomedes raptoroides
- Dolomedes saccalavus
- Dolomedes saganus
- Dolomedes sagittiger
- Dolomedes schauinslandi
- Dolomedes scriptus
- Dolomedes senilis
- Dolomedes signatus
- Dolomedes smithi
- Dolomedes spathularis
- Dolomedes stellatus
- Dolomedes stilatus
- Dolomedes straeleni
- Dolomedes striatus
- Dolomedes submarginalivittatus
- Dolomedes sulfureus
- Dolomedes sumatranus
- Dolomedes tadzhikistanicus
- Dolomedes tenebrosus
- Dolomedes titan
- Dolomedes toldo
- Dolomedes transfuga
- Dolomedes tridentatus
- Dolomedes trippi
- Dolomedes triton
- Dolomedes upembensis
- Dolomedes vatovae
- Dolomedes wetarius
- Dolomedes vittatus
- Dolomedes wollastoni
- Dolomedes yawatai
- Dolomedes zatsun